# Gandhi (pel·lícula)
Gandhi és una pel·lícula britànica-índia, dirigida per Richard Attenborough i estrenada el 1982. És un biopic sobre la vida de Mohandas Gandhi que va guanyar vuit Oscars i ha estat doblada al català.
Gandhi relata la defensa que fa el personatge del moviment independentista indi no-violent i no cooperatiu contra l'Imperi Britànic, durant el segle xx. Va ser una coproducció entre l'Índia i el Regne Unit, a partir d'un guió escrit per John Briley. L'actor Ben Kingsley va representar el paper protagonista principal. La pel·lícula cobreix la vida de Gandhi des d'un moment determinant l'any 1893, quan és expulsat d'un tren sud-africà per estar en un compartiment només per a blancs, i conclou amb el seu assassinat i funeral el 1948. Tot i que és un hindú practicant, Gandhi es va obrir a altres confessions, representant així la religió cristiana i l'islam.
Gandhi, es va estrenar a l'Índia el 30 de novembre de 1982, i al Regne Unit el 3 de desembre, i als Estats Units el 8 de desembre. Va ser aclamada per un retrat històricament exacte de la vida de Gandhi, el moviment independentista indi i el deteriorament dels resultats de la colonització britànica a l'Índia, tant com pels seus valors de producció, el disseny de vestuari i l'actuació de Kingsley, que va rebre elogis mundials de la crítica. Es va convertir en un èxit comercial, amb una recaptació de 127,8 milions de dòlars amb un pressupost de 22 milions de dòlars.
La pel·lícula va rebre onze nominacions principals als Premis Oscar de 1982, guanyant-ne vuit, més que qualsevol altra pel·lícula nominada aquell any, incloent-hi la millor pel·lícula, el millor director i el millor actor, per Kingsley.
La pel·lícula es va projectar de manera retrospectiva el 12 d'agost de 2016 com a pel·lícula d'obertura al Festival de Cinema del Dia de la Independència, presentat conjuntament per la Direcció de Festivals de Cinema de l'Índia i el Ministeri de Defensa, commemorant el 70è Dia de la Independència de l'Índia. El British Film Institute va classificar Gandhi com la 34a millor pel·lícula britànica del segle xx.

## Argument
La pel·lícula comença amb l'assassinat de Gandhi el 30 de gener de 1948. Després de l'oració del vespre, un Gandhi ancià inicia el seu passeig. Un dels admiradors que l'esperaven li dispara al pit. Gandhi exclama, "Hé Ram"! ("Oh, Déu"!), i llavors cau mort. La pel·lícula continua amb una processó en el seu funeral, al qual assisteixen dignataris de tot el món.
Gandhi retrata un home d'una simplicitat profunda. La història retrocedeix a la Sud-àfrica de 1893, on el racisme i la discriminació estan fortament arrelats. Malauradament, Mohandas Gandhi (Ben Kingsley), acabats els estudis a Anglaterra, no és conscient d'aquest fet mentre viatja en tren amb el seu bitllet de primera classe. Un brusc despertar per part del guàrdia, que descortesament expulsa Gandhi del tren a la següent estació.

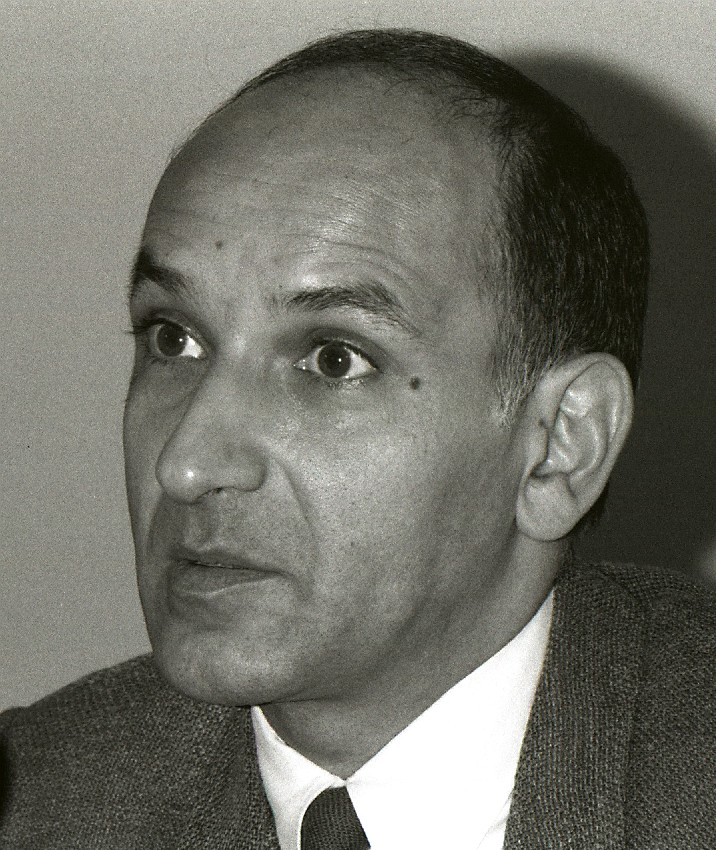
Ben Kingsley

Impressionat per tal injustícia, malparla contra el sistema als seus compatriotes establerts fa temps a Sud-àfrica, mentre s'adona que no es pot canviar la llei, Gandhi sent que no té cap elecció però protesta. Les paraules fracassen tanmateix i Gandhi recorre a l'acció directa, cremant el seu carnet d'identitat davant de la policia. El seu subsegüent arrest arriba als titulars dels diaris i l'atenció de tot el món. Finalment, el govern reconeix alguns drets per als indis.
Després d'aquesta victòria, Gandhi es troba de tornada a l'Índia, on se'l considera un heroi nacional. Se l'insta a seguir la lluita per a la independència de l'Índia de l'Imperi Britànic. Gandhi accepta, i munta una campanya de no-cooperació no violenta a una escala sense precedents, coordinant milions d'indis.

## Repartiment
- Ben Kingsley: Mohandas Gandhi
- Candice Bergen: Margaret Bourke-White
- Edward Fox: Brigadier General Reginald Dyer
- John Gielgud: E. F. L. Wood
- Trevor Howard: Judge Broomfield
- John Mills: Frederic Thesiger
- Martin Sheen: Vince Walker
- Ian Charleson: Reverend Charles Freer Andrews
- Athol Fugard: General Jan Smuts
- Günther Maria Halmer: Dr. Herman Kallenbach
- Saeed Jaffrey: Sardar Vallabhbhai Patel
- Geraldine James: Mirabehn (Madeleine Slade)
- Alyque Padamsee: Muhammad Ali Jinnah
- Amrish Puri: Khan
- Roshan Seth: Jawaharlal Nehru
- Rohini Hattangadi: Kasturba Gandhi
- Ian Bannen: Oficial
- Richard Griffiths: Collins
- Nigel Hawthorne: Kinnoch
- Michael Hordern: Sir George Hodge
- Shreeram Lagoo: Gopal Krishna Gokhale
- Om Puri: Nahari

## Premis i nominacions

### Premis
- 1983: Oscar a la millor pel·lícula per Richard Attenborough[9]
- 1983: Oscar al millor director per Richard Attenborough[9]
- 1983: Oscar al millor actor per Ben Kingsley[9]
- 1983: Oscar al millor guió original per John Briley[9]
- 1983: Oscar a la millor fotografia per Billy Williams, Ronnie Taylor[9]
- 1983: Oscar a la millor direcció artística per Stuart Craig, Bob Laing, Michael Seirton[9]
- 1983: Oscar al millor muntatge per John Bloom[9]
- 1983: Oscar al millor vestuari per Bhanu Athaiya, John Mollo[9]
- 1983: Globus d'Or a la millor pel·lícula estrangera
- 1983: Globus d'Or al millor director per Richard Attenborough
- 1983: Globus d'Or al millor actor dramàtic per Ben Kingsley
- 1983: Globus d'Or al millor guió per John Briley
- 1983: BAFTA a la millor pel·lícula
- 1983: BAFTA a la millor direcció per Richard Attenborough
- 1983: BAFTA al millor actor per Ben Kingsley
- 1983: BAFTA a la millor actriu secundària per Rohini Hattangadi

### Nominacions
- 1983: Oscar a la millor banda sonora per Ravi Shankar i George Fenton[9]
- 1983: Oscar al millor so per Gerry Humphreys, Robin O'Donoghue, Jonathan Bates, Simon Kaye[9]
- 1983: Oscar al millor maquillatge per Tom Smith[9]
- 1983: BAFTA al millor actor secundari per Edward Fox
- 1983: BAFTA al millor actor secundari per Roshan Seth
- 1983: BAFTA a la millor actriu secundària per Candice Bergen
- 1983: BAFTA al millor guió per John Briley
- 1983: BAFTA a la millor música per Ravi Shankar i George Fenton
- 1983: BAFTA al millor muntatge per John Bloom
- 1983: BAFTA al millor vestuari per John Mollo i Bhanu Athaiya
- 1983: BAFTA al millor maquillatge per Tom Smith
- 1983: BAFTA al millor disseny de producció per Stuart Craig
- 1983: BAFTA al millor so per Jonathan Bates, Simon Kaye, Gerry Humphreys i Robin O'Donoghue
- 1984: Grammy al millor àlbum de banda sonora original escrita per pel·lícula o televisió per Ravi Shankar i George Fenton